# アカデミー (映画)
『アカデミー』 (Academy) は、2007年に公開された日本・オーストラリア合作映画。

## キャスト
- 千穂 - 高橋マリ子
- 隆 - 杉浦太陽
- ミッシェル - エリカ・バロン
- カレン - メーガン・ドゥルーリー
- マシュー - ポール・アシュトン
- ウェイド - ダニエル・マロニー